# Candyman: Farewell to the Flesh
Candyman: Farewell to the Flesh är en amerikansk skräckfilm/slasherfilm från 1995 i regi av Bill Condon, från ett manus skrivet av Rand Ravich och Mark Kruger. Filmen är en uppföljare till Candyman från 1992, som i sin tur bygger på Clive Barkers novell Det förbjudna från 1985. I rollerna syns bland annat Tony Todd, Kelly Rowan, William O'Leary, Bill Nunn, Matt Clark, och Veronica Cartwright.
Filmen hade biopremiär i USA den 17 mars 1995, och släpptes på VHS i Sverige i september samma år. Den efterföljdes sedan av filmen Candyman 3: Day of the Dead, som släpptes år 1999.

## Handling
Filmens handling kretsar återigen kring den odödlige mördaren Candyman (riktigt namn: Daniel Robitaille), som denna gång befinner sig i New Orleans, för att mörda en bildlärare vid namn Annie Tarrant, vars far tidigare har fallit offer för denna mördare.

## Rollista
| Tony Todd                | – Candyman / Daniel Robitaille               |
| Kelly Rowan              | – Annie Tarrant                              |
| Bill Nunn                | – Pastor Ellis                               |
| William O'Leary          | – Ethan Tarrant                              |
| Veronica Cartwright      | – Octavia Tarrant                            |
| Matt Clark               | – Honore Thibideaux                          |
| Randy Oglesby            | – Heyward Sullivan                           |
| Glen Gomez               | – Kingfish                                   |
| Russell Buchanan         | – Röst till Kingfish                         |
| Joshua Gibran Mayweather | – Matthew Ellis                              |
| David Gianopoulos        | – Ray Levesque                               |
| Timothy Carhart          | – Paul McKeever                              |
| Michael Bergeron         | – Coleman Tarrant                            |
| Fay Hauser               | – Pam Carver                                 |
| Caroline Barclay         | – Caroline Sullivan                          |
| Brianna Blanchard        | – Caroline McKeever (unga Caroline Sullivan) |
| Clotiel Bordeltier       | – Liz                                        |
| Michael Culkin           | – Phillip Purcell                            |
| George Lemore            | – Drew                                       |
| Ralph Joseph             | – Mr. Jeffries                               |
| Margaret Howell          | – Clara                                      |